# Yoana Ilieva
Pour les articles homonymes, voir Iliev.
Yoana Ilieva (en bulgare : Йоана Илиева), né le 20 juin 2001 à Sofia, est une escrimeuse bulgare. Dans la tradition de son pays, elle pratique le sabre.

## Carrière
Elle a commencé la pratique de l'escrime à huit ans. Compétitive obsessionnelle, elle s'assure de toujours s'entraîner davantage que les autres. Sa pratique s'intensifie à l'âge de douze ans. Dans les catégories de jeunes, elle devient championne d'Europe junior en 2020 puis championne d'Europe des moins de 23 ans en 2023.
Son classement mondial fait un bond au terme de la saison 2021-2022, grâce à un quart de finale au tournoi d'Istanbul et un troisième tour au championnat du monde. Première de la phase de poules, elle obtient un placement favorable dans le tableau et gagne facilement ses deux premiers assauts, mais est battue par la tête de série no 1, future championne du monde, Misaki Emura 12-15.
2023 la voit entrer dans le top 16 mondial. Aux championnats d'Europe, elle prend la sixième place, battue en quart de finale par Theodóra Gkountoúra. Au cours des championnats du monde 2023, elle se distingue en parvenant à atteindre le podium, bien aidée par une nouvelle phase de poules sans défaite lui offrant un premier tour a priori abordable, mais piégeux : mal lancée, elle est menée de huit touches par la Roumaine Sabina Martiș (2-10) avant de renverser la situation. Ses chances sont ensuite sérieusement augmentées par l'expulsion controversée de la quadruple championne du monde Olha Kharlan, son adversaire du deuxième tour. Elle prouve cependant ses mérites en éliminant la vice-championne du monde azérie Anna Bashta, puis la no 2 mondiale Sara Balzer, nettement, sur des scores identiques de 15-9. Elle cède en demi-finale contre la no 3 mondiale Déspina Georgiádou (8-15) et empoche une médaille de bronze, la première en 36 ans pour la Bulgarie.
2023 est aussi la saison durant laquelle elle contribue à la progression de l'équipe nationale de sabre féminin bulgare, qui triomphe contre toute attente au tournoi de Coupe du monde de Tachkent, puis se classe quatrième des championnats d'Europe, résultats qui laissent entrevoir une possible qualification olympique par équipes pour la Bulgarie.
Yoanna Ilieva cite parmi ses références et ses idoles le maître d'armes vasil Etropolski. Après sa médaille mondiale, elle déclare s'inspirer essentiellement des tireuses françaises Sara Balzer et Manon Apithy-Brunet,.

## Palmarès
- Championnats du monde d'escrime
  -  Médaille de bronze aux championnats du monde 2023 à Milan

## Classement en fin de saison
| Année | 2016 | 2017 | 2018 | 2019 | 2020 | 2021 | 2022 | 2023 |
| ----- | ---- | ---- | ---- | ---- | ---- | ---- | ---- | ---- |
| Rang  | 227  | 359  | 08   | 83   | 74   | 90   | 18   | 14   |